# Nycteris grandis
Nycteris grandis е вид бозайник от семейство Nycteridae.

## Разпространение
Видът е разпространен в Бенин, Габон, Гана, Гвинея, Демократична република Конго, Екваториална Гвинея, Замбия, Камерун, Кения, Кот д'Ивоар, Либерия, Малави, Мозамбик, Нигерия, Сенегал, Сиера Леоне, Танзания, Того, Централноафриканска република и Южен Судан.